# Бейтс, Джинн
Джинн Бейтс (англ. Jeanne Bates; 21 мая 1918, Беркли, Калифорния — 28 ноября 2007[…], Вудленд-Хиллз, Калифорния) — американская актриса радио, кино и телевидения, менее известна как актриса театра.

## Биография
Джинн Бейтс родилась 21 мая 1918 года в городе Беркли (штат Калифорния, США). После окончания средней школы поступила в Колледж Сан-Матео, где начала играть в радиопостановках. Позднее, уже будучи успешной киноактрисой, также озвучила персонажей в двух эпизодах радио-сериала «Дымок из ствола» (Post Martin, эфир от 13 декабря 1952 года; и Newsma'am от 23 октября 1960 года).
В 1941 году переехала в Голливуд в надежде стать киноактрисой. Подписав контракт с Columbia Pictures, с 1943 года стала сниматься в кинофильмах; а с 1950 года — в телесериалах и телефильмах, и в дальнейшем преимущественно работала для телевидения, чем для широкого экрана.
В 1981 году Бейтс похоронила мужа, с которым прожила 38 лет. В знак траура она хотела окончить свою кинокарьеру, и пять лет не появлялась на экранах. Тем не менее, в 1986 году она снялась в эпизодической роли в картине «Хватай и беги», а затем, с 1989 года, снова стала более-менее регулярно появляться в фильмах и сериалах.
8—11 июля 1982 года единственный раз появилась на бродвейских подмостках: Бейтс исполнила роль миссис Биксби в мюзикле «Семь невест для семи братьев».
Бейтс была практикующей англиканкой; была членом Республиканской партии.
В 2001 году на экраны вышел фильм «Малхолланд Драйв», в котором 83-летняя Бейтс сыграла свою последнюю роль. Скончалась актриса 28 ноября 2007 года от рака молочной железы в районе Вудленд-Хиллз (город Лос-Анджелес, Калифорния). Похоронена на кладбище «Голливудские Холмы».
Личная жизнь
8 октября 1943 года Бейтс вышла замуж за мужчину, не связанного с кинематографом, по имени Луис Хавье Лэнсуорт. Пара прожила вместе 38 лет до самой смерти мужа 14 ноября 1981 года. Детей от брака не было.

## Избранная фильмография

### Широкий экран и «сразу-на-видео»
В титрах указана
- 1943 — Шанс всей жизни / The Chance of a Lifetime — Мэри Уотсон
- 1943 — Фантом / The Phantom — Дайана Палмер
- 1944 — Чёрный парашют / The Black Parachute — Ольга
- 1944 — Душа монстра[англ.] / The Soul of a Monster — Энн Уинсон
- 1944 — Тени в ночи / Shadows in the Night — Адель Картер
- 1946 — Маска Дижона[англ.] / The Mask of Diijon — Виктория
- 1954 — Индус[англ.] / Sabaka — Дурга
- 1957 — Сержант Хук[англ.] / Trooper Hook — Энн Уивер
- 1957 — Воскрешение из мёртвых[англ.] / Back from the Dead — Аньес, экономка
- 1958 — Кровавая Стрела[англ.] / Blood Arrow — Элми
- 1964 — Душитель[англ.] / The Strangler — Клара Томас, медсестра
- 1970 — Допустим, они объявят войну, и никто не придёт[англ.] / Suppose They Gave a War and Nobody Came — миссис Фландерс
- 1976 — Гас[англ.] / Gus — Барбара Бойд, медсестра
- 1977 — Голова-ластик / Eraserhead — миссис Икс
- 1986 — Хватай и беги / Touch and Go — дама в морге
- 1990 — Крепкий орешек 2 / Die Hard 2 — старушка в самолёте
- 1990 — Инициация: Тихая ночь, смертельная ночь 4 / Silent Night, Deadly Night 4: Initiation — Катерина
- 1991 — Дикая орхидея 2: Два оттенка грусти / Wild Orchid II: Two Shades of Blue — миссис Фелт
- 1991 — Большой каньон / Grand Canyon — миссис Менкен
- 1993 — Секс, ложь, безумие / Dream Lover — Джинн
- 2001 — Малхолланд Драйв / Mulholland Drive — Айрин

В титрах не указана
- 1943 — Возвращение вампира[англ.] / The Return of the Vampire — мисс Норкатт
- 1945 — Сегодня вечером и каждый вечер[англ.] / Tonight and Every Night — W.A.C. Woman
- 1951 — Смерть коммивояжёра / Death of a Salesman — мать

### Телевидение
- 1952 — Опасное задание[англ.] / Dangerous Assignment — Ева Шафер (в эпизоде The Memory Chain)
- 1955 — Миллионер[англ.] / The Millionaire — Пегги Лумис, медсестра (в эпизоде The Fred Malcolm Story)
- 1955 — Дымок из ствола / Gunsmoke — разные роли (в 2 эпизодах[англ.])
- 1955—1956 — Я живу тремя жизнями[англ.] / I Led 3 Lives — Джоан Перкинс (в 2 эпизодах)
- 1955, 1957—1959 — Театр General Electric[англ.] / General Electric Theater — разные роли (в 4 эпизодах)
- 1956 — Медик[англ.] / Medic — Кейт Трентон (в эпизоде The Homecoming)
- 1956 — Одинокий рейнджер[англ.] / The Lone Ranger — Эми МакКуин (в эпизоде The Cross of Santo Domingo[англ.])
- 1957 — Суд последней надежды[англ.] / The Court of Last Resort — миссис Филлипс (в эпизоде The Conrad Murray Case)
- 1957 — Новые приключения Чарли Чана[англ.] / The New Adventures of Charlie Chan — медсестра Шейла (в эпизоде Blind Man's Bluff)
- 1957—1958 — Полицейский штата[англ.] / State Trooper — разные роли (в 3 эпизодах)
- 1957—1959 — Неугомонный ствол[англ.] / The Restless Gun — разные роли (в 5 эпизодах)
- 1957—1959 — Вертолёты[англ.] / Whirlybirds — разные роли (в 3 эпизодах)
- 1958 — Подозрение[англ.] / Suspicion — Руби Лайна (в эпизоде Death Watch)
- 1958 — Спасательный отряд № 8[англ.] / Rescue 8 — миссис Нойес (в эпизоде The Ferris Wheel)
- 1958 — Перри Мейсон / Perry Mason — разные роли (в 3 эпизодах)
- 1958 — Лесси / Lassie — миссис Хеффер (в эпизоде The Raffle[англ.])
- 1958—1959 — Отряд М[англ.] / M Squad — разные роли (в 3 эпизодах)
- 1958—1959 — Истории Уэллса Фарго[англ.] / Tales of Wells Fargo — разные роли (в 2 эпизодах[англ.])
- 1958—1959, 1961—1962 — Караван повозок[англ.] / Wagon Train — разные роли (в 6 эпизодах[англ.])
- 1959 — Есть оружие — будут и путешествия[англ.] / Have Gun – Will Travel — Харриет Морроу (в эпизоде The Taffeta Mayor[англ.])
- 1959 — Небесный король[англ.] / Sky King — миссис Тайлер (в эпизоде Operation Urgent aka Runaway Truck)
- 1959 — Бонанза / Bonanza — Стелла Харрис (в эпизоде Death on Sun Mountain[англ.])
- 1959 — Питер Ганн[англ.] / Peter Gunn — Эллен Маджески (в эпизоде Edge of the Knife[англ.])
- 1959 — Речной пароход[англ.] / Riverboat — Сара Крейн (в эпизоде The Faithless)
- 1959 — Ритм Бурбон-стрит[англ.] / Bourbon Street Beat — миссис Грандсур (в эпизоде Mrs. Viner Vanishes)
- 1959—1960 — Сыромятная плеть / Rawhide — разные роли (в 2 эпизодах[англ.])
- 1959—1960 — Один шаг за…[англ.] / Alcoa Presents: One Step Beyond — разные роли (в 3 эпизодах)
- 1959, 1961 — Дни в Долине Смерти / Death Valley Days — разные роли (в 2 эпизодах)
- 1959—1961 — Отец-холостяк[англ.] / Bachelor Father — разные роли (в 3 эпизодах)
- 1960 — Человек с камерой[англ.] / Man with a Camera — миссис Мейсон (в эпизоде The Picture War)
- 1960 — Сансет-стрип, 77[англ.] / 77 Sunset Strip — Лидия Нобл (в эпизоде Condor's Lair[англ.])
- 1960 — Театр Зейна Грея[англ.] / Zane Grey Theatre — Ли Девлин (в эпизоде The Sunday Man)
- 1960 — Шоу Донны Рид / The Donna Reed Show — Рут Хэндлер (в эпизоде Love's Sweet Awakening)
- 1960 — Ларами[англ.] / Laramie — Сара Кэмпбелл (в эпизоде The Track of the Jackal)
- 1960 — Преступники[англ.] / Outlaws — миссис Старк (в эпизоде The Rape of Red Sky)
- 1960 — Жизнь и житие Уайатта Эрпа[англ.] / The Life and Legend of Wyatt Earp — Сельма Грант (в эпизоде The Fanatic)
- 1960—1961 — Тюряга[англ.] / Lock-Up — разные роли (в 2 эпизодах)
- 1961 — Шах и мат[англ.] / Checkmate — разные роли (в 2 эпизодах)
- 1961 — Сумеречная зона / The Twilight Zone — Этель Холлис (в эпизоде It's a Good Life[3])
- 1961—1966 — Бен Кейси / Ben Casey — медсестра Уиллс (в 50 эпизодах[англ.])
- 1967, 1973—1974 — Дни нашей жизни / Days of Our Lives — разные роли (в 13 эпизодах)
- 1968 — Гавайи 5-O / Hawaii Five-O — Грейс Уиллис (в эпизоде Strangers in Our Own Land[англ.])
- 1968, 1974 — Менникс[англ.] / Mannix — разные роли (в 2 эпизодах[англ.])
- 1969 — Защитник Джадд[англ.] / Judd, for the Defense — миссис Стиллмен (в эпизоде Borderline Girl)
- 1969—1970 — Мэйберри[англ.] / Mayberry R.F.D. — разные роли (в 2 эпизодах[англ.])
- 1970 — Семейное дело[англ.] / Family Affair — миссис Моррисон (в эпизоде The Language of Love)
- 1970 — Молодые адвокаты[англ.] / The Young Lawyers — доктор Роуи (в эпизоде The Two Dollar Thing)
- 1970, 1972 — Доктор Маркус Уэлби / Marcus Welby, M.D. — разные роли (в 2 эпизодах[англ.])
- 1971 — Три моих сына[англ.] / My Three Sons — доктор Луиза Ларсон (в эпизоде The New Vice-President[англ.])
- 1971—1972 — Комната 222[англ.] / Room 222 — разные роли (в 2 эпизодах[англ.])
- 1971—1972 — Отряд «Стиляги»[англ.] / The Mod Squad — разные роли (в 2 эпизодах[англ.])
- 1972 — Новобранцы[англ.] / The Rookies — миссис Палмер (в эпизоде The Bear That Didn't Get Up)
- 1972 — Улицы Сан-Франциско / The Streets of San Francisco — миссис Гиллиам (в эпизоде Tower Beyond Tragedy[англ.])
- 1972 — Детектив Кэннон[англ.] / Cannon — секретарша (в эпизоде The Rip-Off)
- 1973 — Незнакомец[англ.] / The Stranger — телефонистка (в титрах не указана)
- 1974, 1978 — Барнаби Джонс[англ.] / Barnaby Jones — разные роли (в 3 эпизодах[англ.])
- 1975 — Досье детектива Рокфорда / The Rockford Files — леди в банке (в эпизоде The Reincarnation of Angie[англ.])
- 1976 — Ангелы Чарли / Charlie's Angels — Элис Клементс (в эпизоде Bullseye[англ.])
- 1978 — Чудо-женщина / Wonder Woman — миссис Уоллс (в эпизоде Pot of Gold[англ.])
- 1979 — Медэксперт Куинси[англ.] / Quincy, M.E. — миссис Мёрфи (в эпизоде A Question of Death[англ.])
- 1979 — Трое — это компания / Three's Company — Элис (в эпизоде Old Folks at Home[англ.])
- 1979 — Бенсон[англ.] / Benson — миссис Келлер (в эпизоде One Strike, You're Out[англ.])
- 1989 — Сослан на планету Земля / Hard Time on Planet Earth — клерк (в эпизоде Stranger in a Strange Land)
- 1991 — Комиссар полиции[англ.] / The Commish — Аннетт Аткинс (в эпизоде No Greater Gift[англ.])
- 1996 — Крылья[англ.] / Wings — миссис Пибоди (в эпизоде The Team Player[англ.])
- 1996 — Сестра, сестра / Sister, Sister — старушка (в эпизоде The Volunteers[англ.])